# كفر الطراينة
كفر الطراينة إحدى قرى مركز أشمون التابع لمحافظة المنوفية بجمهورية مصر العربية.

## السكان
بلغ عدد سكان كفر الطراينة 6,915 نسمة، حسب الإحصاء الرسمي لعام 2006.